# Сагадиев, Хидият Сибагатович
Хидият Сибагатович Сагадиев (баш. Һиҙиәт Сибәғәт улы Сәғәҙиев; 27 июля 1887 года, д. Термень-Елга, Уфимская губерния — 9 октября 1937, Москва) — участник Башкирского национального движения. Народный комиссар просвещения Башкирской АССР (1920—1922), член башкирского Главсуда (1923—1930). Активный участник Гражданской войны.

## Образование
В 1911 году окончил медресе «Мухамадия» в Казани.
В 1919 году окончил в Коммунистическом университете имени Я. М. Свердлова в Москве.

## Биография
С 1912 по 1917 год — работал учителем сельской школы в д. Зирган Стерлитамакского уезда.
В 1917 году Хидият Сагадиев включается в политическую деятельность — был избран членом шуро Юрматынского кантонного округа. С февраля 1919 года — секретарь Стерлитамакского уездного комитета.
С октября 1919 года является заведующим политическим отделом Башкирской отдельной кавалерийской дивизии, входившей в Башкирскую группу войск под Петроградом. Участвовал в тяжелых боях по обороне Петрограда и разгрому Северо-Западной армии генерала Юденича.
С марта 1920 года является военным комиссаром Башкирской отдельной стрелковой бригады, которая тогда несла пограничную службу по охране государственной границы РСФСР с Финляндией и Латвией.
В ноябре 1920 года Хидият Сагадиев возвращается на родину и работает членом коллегии народного комиссариата просвещения Автономной Советской Башкирской Республики.
С июля 1921 года становится заведующим отделом пропаганды и агитации Башкирского областного комитета РКП (б).
В декабре 1921 года назначается народным комиссаром просвещения Башкирской АССР и работает на этой должности до января 1923 года.
Как нарком просвещения Хидият Сагадиев координировал работу Академического центра Башнаркомпроса, созданного 4 сентября 1922 года коллегией НК просвещения. Центр объединил проведение научно-исследовательской, учебно-методической и краеведческой деятельности в БАССР, издавал журнал «Фронт просвещения», книги и учебники, сформировал Комиссию по реализации башкирского языка, которая вскоре создала первый вариант алфавита и орфографии.
В январе 1923 года он продолжает свою деятельность в качестве члена Башкирского главного суда, затем работает инструктором Башкирского областного комитета ВКП(б). С 1929 года Хидият Сагадиев инструктор башкирского республиканского союза кустарной промышленности.
С 1930 года работал директором Токмакского рабочего факультета по переподготовке инженерно-технических и рабочих кадров.
Репрессирован как «башкирский националист». В июне 1936 года его арестовывают. Через год освобождают и восстанавливают в должности. Затем Хидият Сагадиев вновь подвергается аресту и приговаривается к расстрелу. В 1957 году реабилитирован. Из дела:

Башкир; образование незаконченное высшее; исключён из ВКП(б) в 1935 г. Проживал: Киргизская ССР, г. Такмак. Арестован 7 августа 1937 г. Приговорён: ВКВС СССР 9 октября 1937 г., обв.: причастности к к.-р. башкирскому террористическому центру, ведении к.-р. националистической пропаганды и шпионаже. Реабилитирован 24 октября 1957 г. ВКВС СССР.— Жертвы политического террора в СССР. Международное общество «Мемориал». Дата обращения: 29 октября 2011.